# Carré VIP (album de Naps)
Albums de Naps
On est fait pour ça
(2019) Les mains faites pour l'or
(2021)
Carré VIP est le cinquième album de Naps sorti le 28 février 2020.

## Liste des pistes
| No  | Titre                              | Durée |
| --- | ---------------------------------- | ----- |
| 1.  | Dans la villa                      | 2:56  |
| 2.  | Sans toi                           | 3:01  |
| 3.  | En fumette                         | 2:53  |
| 4.  | Pour eux                           | 3:07  |
| 5.  | C'est ça les z'hommes (feat. Vald) | 3:37  |
| 6.  | Monica                             | 3:23  |
| 7.  | Poropop (feat. Soolking)           | 3:36  |
| 8.  | En boucle                          | 3:03  |
| 9.  | Carré VIP                          | 3:22  |
| 10. | 6.3 (feat. Ninho)                  | 3:32  |
| 11. | Polia                              | 2:54  |
| 12. | Carbone                            | 3:24  |
| 13. | Varadero                           | 2:59  |
| 14. | Pourcent (feat. Maes)              | 3:34  |
| 15. | Cœur sur la main                   | 3:22  |
| 16. | À la mama                          | 2:42  |
| 17. | Matrixé                            | 3:21  |
| 18. | Coffre-fort (feat. SCH)            | 3:05  |
| 19. | Vaisseau                           | 2:13  |
| 20. | T'as grandi                        | 2:27  |
| 21. | RS3                                | 2:09  |

## Clips vidéos
- Carré VIP : 5 février 2020
- 6.3 (feat. Ninho) : 20 février 2020
- Poropop (feat. Soolking & Kliff) : 18 mars 2020
- En boucle (feat. Kalif Hardcore) : 19 avril 2020

## Classements et certifications

### Classements hebdomadaires
| Classements (2023)           | Meilleure position |
| ---------------------------- | ------------------ |
| France (SNEP)                | 3                  |
| Belgique (Wallonie Ultratop) | 14                 |
| Suisse (Schweizer Hitparade) | 30                 |

### Certifications
| Région                                                                                                 | Certification | Ventes/Streams |
| --- | ------------- | -------------- |
| France (SNEP)                                                                                          | Platine       | 100 000*       |
| *Ventes selon la certification ^Mise en rayon selon la certification xNon précisé par la certification |               |                |

### Titres certifiés en France
- 6.3 (feat. Ninho)  Diamant[6] (31 juillet 2020)
- Carré VIP  Platine[7] (11 août 2022)
- Monica  Or (23 janvier 2025)